# Station Combourg
Station Combourg is een spoorwegstation in de Franse gemeente Combourg. Het wordt bediend door treinen van het netwerk TER Bretagne op de trajecten Rennes - Dol-de-Bretagne en  Rennes - Saint-Malo.